# Cao Chunan
Cao Chunan (en Chino 曹楚南; Changshu, China, 15 de agosto de 1930-Hangzhou, China, 27 de agosto de 2020) fue un científico chino especializado en corrosión y electroquímica. Fue miembro de la Sociedad Jiusan.

## Biografía
Cao nació en el condado de Changshu (ahora Zhangjiagang), provincia de Jiangsu, el 15 de agosto de 1930. Tenía cinco hermanos. Estudió secundaria en Liangfeng High School. En 1948, fue aceptado en la Universidad de Tongji, donde se especializó en química. Después de graduarse, fue asignado a la sucursal de CAS en Shanghai, en 1952, convirtiéndose en investigador asociado en 1979 y decano e investigador en 1982. En 1987, fue trasladado al Instituto de Investigaciones de Metales. Se convirtió en profesor en la Universidad de Zhejiang en 1994. En 1999, se desempeñó simultáneamente como decano de la Facultad de Medio Ambiente y Recursos de la Universidad de Zhejiang. Falleció el 27 de agosto de 2020 a los 90 años, de una enfermedad en Hangzhou, Zhejiang.

## Trabajos
- Introducción a la espectroscopia de impedancia electroquímica (en chino). Beijing: Science Press. 2016. ISBN 9787030098542.

- Corrosión del medio ambiente natural con materiales chinos (en chino). Beijing: Chemical Industry Press. 2005. ISBN 9787502560317.

- Principios de electroquímica de la corrosión (en chino). Beijing: Chemical Industry Press. 2008. ISBN 9787122020451.

## Documentos
- «"Errores teóricos de la resistencia de polarización lineal y un método para reducirlos [J]"». Ciencia de la corrosión 3: 205-214. 1982.

- «"En el plano de impedancia se muestra para reacciones de electrodo irreversibles basadas en las condiciones de estabilidad del estado estacionario — II. Dos variables de estado además del potencial del electrodo [J]"». Electrochimica Acta 35: 837-844. 1990.

- «"Sobre técnicas electroquímicas para la investigación de inhibidores de interfaz [J]"». Corrosion Science 38: 0-2082. 1996.

- Cao Chunan; Wang J; Lin H C (1989). «"Efecto del ion Cl- en la impedancia de electrodos recubiertos de película pasiva [J]"». Journal of Chinese Society for Corrosion & Protection 9: 261-270.

- Cao Chunan; Lin H (1993). «"Corrosión IO, et al. MECANISMO SCC DE AISI 321 EN SOLUCIÓN DE CLORURO ÁCIDO [J]"». Acta Metallurgica Sinica 6: 416-420.

## Premios y honores
- Medalla del Trabajo (1985)
- Miembro de la Academia China de Ciencias (1991)